# Ulmeni (gmina w okręgu Buzău)
Ulmeni – gmina w Rumunii, w okręgu Buzău. Obejmuje miejscowości Băltăreți, Clondiru, Sărata, Ulmeni i Vâlcele. W 2011 roku liczyła 3199 mieszkańców.